# Rogier Dorsman
Rogier Dorsman (* 28. Juli 1999 in Heerjansdam) ist ein niederländischer Schwimmer, der bei Wettbewerben des Internationalen Paralympischen Komitees antritt.

## Karriere
Dorsman wurde 1999 mit Choroideremie geboren. Mit fünf Jahren begann er in Zwijndrecht einen Schwimmclub zu besuchen. 2012 wechselte er aufgrund seiner verschlechterten Sehfähigkeit zum Para-Schwimmen und erhielt die Klassifikation S12 für den paralympischen Schwimmsport, bevor er 2019 nach einer Untersuchung in die Klasse S11 eingeteilt wurde. Erste internationale Erfolge feierte Dorsman 2018, als er bei den Schwimmeuropameisterschaften der Behinderten zwei Bronzemedaillen gewann. Im folgenden Jahr trat er erstmals bei Schwimmweltmeisterschaften der Behinderten an. Dorsman siegte über 400 m Freistil mit Weltrekordzeit und über 200 m Lagen und kam in zwei weiteren Disziplinen auf den zweiten Platz. Für diese Leistungen wurde er vom Nederlands Olympisch Comité*Nederlandse Sport Federatie als Parasportler des Jahres nominiert. Um sich auf sein Training konzentrieren zu können pausierte er 2019 sein Sportmarketing-Studium. Bei den Sommer-Paralympics 2020 in Tokio erschwamm Dorsman drei Goldmedaillen. Außerdem wurde er zum Flaggenträger der niederländischen Delegation ernannt. Mit sieben Medaillen, wovon er fünf Disziplinen gewann, gehörte Dorsman 2022 zu den erfolgreichsten Athleten der Weltmeisterschaften. Bei den Sommer-Paralympics 2024 holte er zweimal Gold und einmal Silber.